# Gamboa
Pour les articles homonymes, voir Gamboa (homonymie).
Gamboa (Ganboa en basque) est le nom d'une ancienne commune de la province d'Alava, en Pays basque (Espagne). Cette commune a donné naissance au nom de famille Gamboa, très commun dans la Péninsule Ibérique et qui, avec la colonisation et la conquête de l'Amérique, a été diffusée sur tout le continent.

## Histoire
Il est possible que l'origine du nom Gamboa soit un dérivé du latin campus (domaine), ou du cambo celtique qui est le nom de plusieurs sources d'eaux auxquelles on attribue des vertus médicinales. de fait, il existe au Pays Basque français une population appelée Cambo-les-Bains. D'autre part, le mot ganboa en basque signifierait qui est en haut.
La commune de Gamboa a disparu à la suite de la construction du barrage d'Ullíbarri-Gamboa dans les années 1950.
Gamboa était formé par les hameaux d'Azúa, Garayo, Larrínzar, Marieta, Mendíjur, Mendizábal, Nanclares de Gamboa, Orenín et de Zuazo de Gamboa. Son territoire municipal était étendu sur 41,14 km². En 1940 il comptait plus de 630 habitants.
La construction du barrage de Zadorra, dont les travaux ont commencé en 1947 et que menaçait d'inonder une bonne partie de la commune a fait que le 10 mai 1957, le gouvernement décrétera la dissolution de la commune de Gamboa et sa division entre les communes voisines.
Le partage a été fait de la manière suivante : Garayo, Larrínzar, Marieta, Mendíjur et Zuazo de Gamboa sont allés à la commune de Barrundia, Nanclares Gamboa et de Mendizábal ont été absorbés par Arrazua-Ubarrundia et finalement Azúa et Orenín par la commune d'Elburgo.
Une fois qu'on a procédé au remplissage du barrage la plupart des hameaux ont été touchés d'une manière ou d'une autre par l'inondation. Mendizábal et Zuazo de Gamboa, par exemple, ont été totalement ensevelis sous les eaux en disparaissant pour toujours.
Garayo a aussi été touché presque totalement par l'inondation, même si l'on a sauvé quelques maisons. Le hameau a été pratiquement dépeuplé. Garayo a été reconverti actuellement en zone bain.
Orenín a été sauvé de l'inondation, mais a été transformée en île au milieu du marais, pour finalement finir par se dépeupler également. Il est actuellement utilisé comme camp de colonies pour jeunes par la Députation (Diputación) d'Alava.
Azúa et Nanclares de Gamboa sont restés au des bords du lac. Toutefois ses habitants ont perdu beaucoup de terres cultivables et  ont été obligés d'émigrer. Azúa s'est dépeuplé et Nanclares, sans arriver a la même extrémité, s'est réduite dans sa population dans une grande partie et a perdu le statut de conseil.
Les anciens conseils de Gamboa l'ont été également, progressivement, mais en perdant leur statut de manière officielle : Zuazo de Gamboa (15 janvier 1959), Mendizábal (2 mars 1959), Azúa et Orenin (2 avril 1959), Nanclares de Gamboa (31 mai 1961) et finalement Garayo (15 juin 1961).
Les populations qui ont le moins souffert de ce barrage ont été Marieta, qui a fusionné avec son voisin Larrínzar dans un seul conseil et Mendíjur. Ces deux villages ont maintenu leur statut de conseils, bien qu'ils aient aussi été touchés par la construction du barrage, puisqu'ils ont aussi perdu des terres cultivables.